# 谢树声
谢树声（1937年5月—2014年6月29日），男，山东淄博人，中华人民共和国政治人物，原对外贸易经济合作部交际司司长，中华全国工商业联合会原副主席，中国外商投资企业协会原会长。